# ليف ليزا فريس
ليف ليزا فريس (بالألمانية: Liv Lisa Fries)‏ هي ممثلة ألمانية، ولدت في 31 أكتوبر 1990 في برلين في ألمانيا.

## وصلات خارجية
- ليف ليزا فرايز على موقع IMDb (الإنجليزية)
- ليف ليزا فرايز على موقع ميتاكريتيك (الإنجليزية)
- ليف ليزا فرايز على موقع روتن توميتوز (الإنجليزية)
- ليف ليزا فرايز على موقع مونزينجر (الألمانية)
- ليف ليزا فرايز على موقع قاعدة بيانات الأفلام العربية
- ليف ليزا فرايز على موقع ألو سيني (الفرنسية)
- ليف ليزا فرايز على موقع أول موفي (الإنجليزية)
- ليف ليزا فرايز على موقع قاعدة بيانات الأفلام السويدية (السويدية)
- ليف ليزا فرايز على موقع قاعدة بيانات الفيلم (الإنجليزية)
- ليف ليزا فرايز على موقع ليتربوكسد (الإنجليزية)